# دختران تلفنچی
دختران تلفنچی (به اسپانیایی: las chicas del cable) نام یک مجموعهٔ تلویزیونی اسپانیایی است که در سال ۲۰۱۷ منتشر شد.

## داستان
در دهه ۲۰ میلادی اولین شرکت مخابراتی در مادرید ایجاد می‌شود. داستان حول چهار زنی می‌گردد که در این شرکت به‌عنوان تلفنچی مشغول به کار هستند. تا کنون ۵ فصل از این سریال پخش شده‌است.

## گزیدهٔ بازیگران
- بلانکا سوآرس
- آنا فرناندس گارسیا
- نادیا دِ سانتیاگو
- مگی سیوانتُس
- مارتینیو ریباس
- کنچا بلاسکو
- آنخلا کرمونته
- یون گونسالس
- آنا ماریا پلبورسا
- سرخیو مور
- آنتونیو بلاسْکِـس
- ارنستو آلتریو
- لوئیس فرناندس
- الکس هافنر
- ولنتینا زنره
- سیمون آندرئو
- لوئیسا گاباسا
- کیتی مانبر
- خوان کارلوس بئیدو
- پپه اوسیو

## فصول و قسمت‌ها در یک نگاه
| فصل | قسمت‌ها | قسمت‌ها | تاریخ اصلی پخش | تاریخ اصلی پخش |
| --- | ------ | ------ | -------------- | -------------- |
| ۱   | ۸      | ۸      | ۲۸ آوریل ۲۰۱۷  | ۲۸ آوریل ۲۰۱۷  |
| ۲   | ۸      | ۸      | ۲۵ دسامبر ۲۰۱۷ | ۲۵ دسامبر ۲۰۱۷ |
| ۳   | ۸      | ۸      | ۷ سپتامبر ۲۰۱۸ | ۷ سپتامبر ۲۰۱۸ |
| ۴   | ۸      | ۸      | ۹ اوت ۲۰۱۹     | ۹ اوت ۲۰۱۹     |
| ۵   | ۱۰     | ۵      | ۱۴ فوریه ۲۰۲۰  | ۱۴ فوریه ۲۰۲۰  |
| ۵   | ۱۰     | ۵      | ۳ ژوئیه ۲۰۲۰   | ۳ ژوئیه ۲۰۲۰   |